# Plaza de Chueca
La plaza de Chueca, antes llamada plaza de San Gregorio Magno, es un pequeño espacio peatonal de la ciudad española de Madrid, en el barrio de Justicia, distrito Centro, enmarcado por la calle de Gravina, al este, y la de Augusto Figueroa al oeste, a un costado del inicio de la Gran Vía de Madrid. Dedicada desde 1943 al compositor madrileño Federico Chueca, da nombre a todo el barrio. En el inicio del siglo XXI aparecía en las guías turísticas como corazón de la comunidad gay en la capital de España, aunque el dato aún no figuraba en la obra de algunos cronistas, estudios callejeros y enciclopedias sobre Madrid.

## Historia

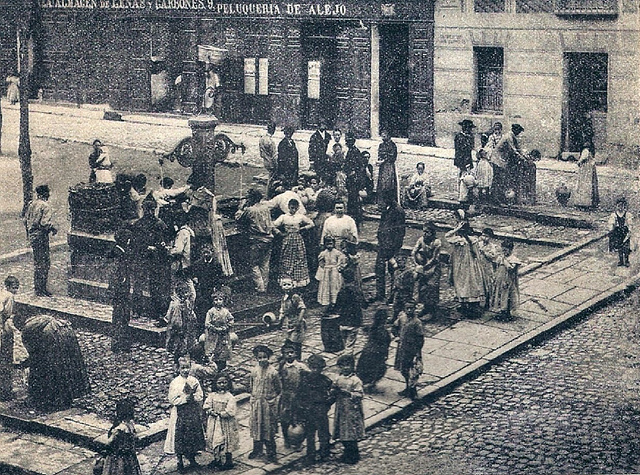
Aguadores en la fuente de la plaza de San Gregorio en 1895, a partir de 1943 plaza de Chueca

Todavía inexistente en 1861, cuando el historiador y costumbrista ilustrado Ramón de Mesonero Romanos publicó sus amenos y documentados Paseos Histórico-anecdóticos por las calles y casas de esta villa, subtítulo de su obra El antiguo Madrid. En la primera mitad del siglo XIX y parte del anterior, en el espacio que ocupan los edificios que cierran la plazuela y su entorno, estuvieron La Galera, prisión para mujeres traída a esta zona desde anteriores emplazamientos, y los huertos de los duques de Frías. Los trazados urbanísticos que se han conservado se formaron al abrir la calle de San Gregorio hasta la de Augusto Figueroa (entonces llamada Santa María del Arco), y al ensanchar la calle Gravina.
Escribe Mesonero que aquel antiguo arrabal de "los chisperos, ramificación de la manolería, fabricantes y mercaderes de utensilios de hierro; y lo humilde de su caserío, casi todo de un piso, y lo ennegrecido y solitario de sus revueltas, las hacían <a las calles> muy propias para las escenas inmorales y alevosas que aspiraron a poetizar don Ramón de la Cruz en sus sainetes y don Francisco Gregorio de Salas..." Tras su urbanización moderna, la plaza de Chueca y su entorno vivió un periodo castizo y relativamente tranquilo, compartiendo incluso algunos privilegios de barrio nuevo y residencial. Un siglo después, el desgaste de la posguerra española y la progresiva concentración en la plaza a partir del final de la década de 1970 de círculos criminales de la drogadicción, convirtieron el lugar en epicentro de otro de los muchos barrios arruinados en el viejo Madrid.

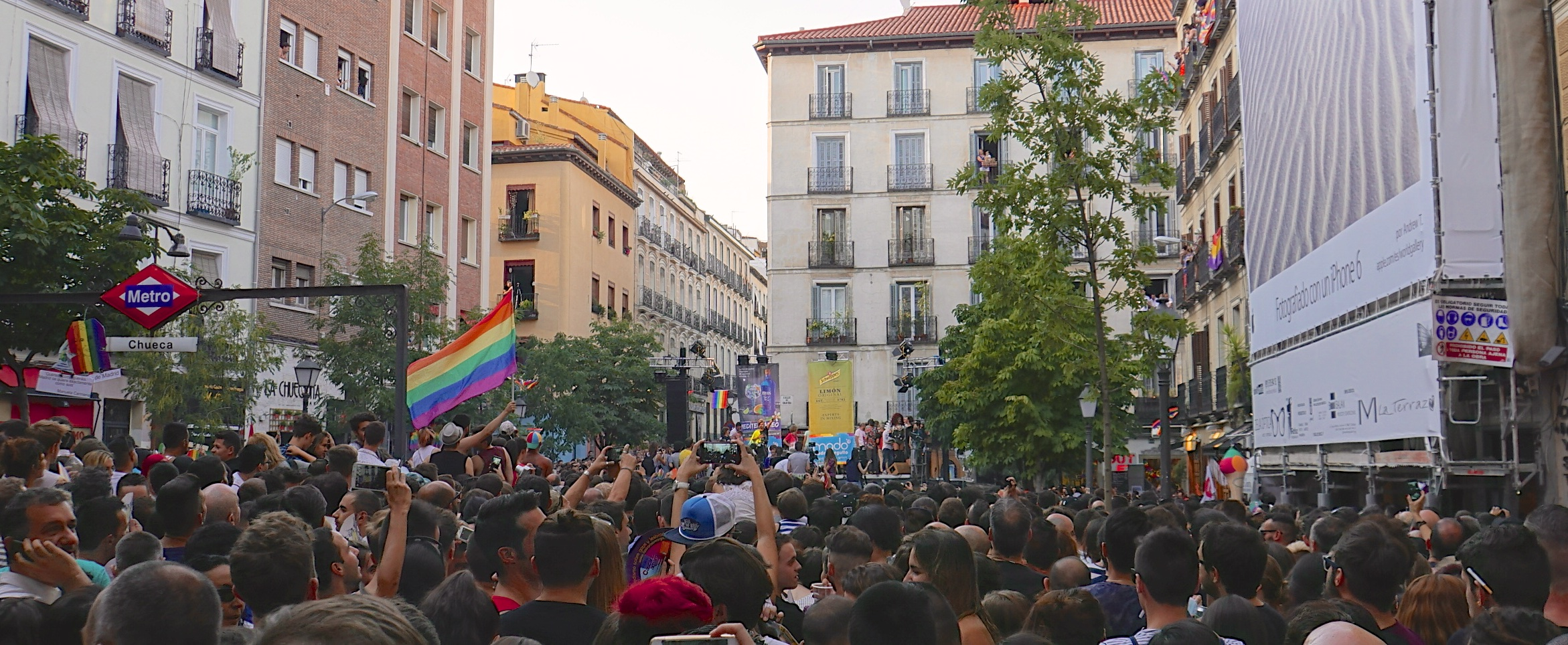
Fiesta del orgullo gay en 2015

La acción conjunta de un sector inteligente de la comunidad homosexual concentrada en la zona, con la ayuda de los vecinos y algunos elementos aislados de la Policía Científica, recuperaron y transformaron la plaza de Chueca y su entorno para finalmente convertirla en una de las joyas inmobiliarias del centro de Madrid, y simbólico corazón LGTB de Madrid, matriz de la multitudinaria fiesta del Orgullo (Gay Pride).